# Helden van de zee
Helden van de zee is een Vlaamse jeugdfilm van Diederd Esseldeurs uit 2016, afgeleid van de Ketnet televisieserie Helden met de presentators van de serie - Sieg De Doncker, Maureen Vanherberghen, Dempsey Hendrickx en Nico Vanhole - als acteurs in de hoofdrollen. Het scenario is van Geerard Van de Walle. 
De film won op het Filmfestival van Oostende een Ensor voor beste jeugdfilm. In oktober 2017 kwam een vervolg uit, Helden boven alles.

## Verhaal
De Helden van Ketnet blijven maar straffe stoten uithalen, zelfs tijdens hun avontuurlijke vakantie aan de Vlaamse kust. Niet alleen verbouwden ze hun vakantieverblijf tot een miniatuur themapark met zelf een eigen rollercoaster, maar ook bouwen ze zelf boten. Die gebruiken ze om Dempsey uit de nood te helpen.  Dempsey was immers verliefd geworden op Eva, een meisje dat ook op vakantie was samen met hen, maar vandaar doorreisde naar een taalkamp in Engeland.  Dus gaan de Helden met hun zelfgemaakte boten de Noordzee over, om Dempsey te troosten en achter Eva aan te varen.  Dat lukt evenwel niet helemaal.

## Rolverdeling
| Acteur                | Personage |
| --------------------- | --------- |
| Siegfried De Doncker  | Sieg      |
| Dempsey Hendrickx     | Dempsey   |
| Maureen Vanherberghen | Maureen   |
| Nicolas Vanhole       | Nico      |
| Charlotte Timmers     | Eva       |
| Dries Vanhegen        | Jos       |
| Lea Witvrouwen        | Lea       |